# Saint-Cyr Ngam Ngam
Saint-Cyr Ngam Ngam (Bangui, 27 gennaio 1993) è un calciatore centrafricano, difensore dell'8ème Arrondissement e della nazionale centrafricana.

## Carriera

### Nazionale
Il 13 giugno 2015 ha esordito con la nazionale centrafricana disputando il match di qualificazione per la Coppa delle nazioni africane 2017 perso 4-0 contro l'Angola.